# یوئی اراگاکی
یوئی اراگاکی (به ژاپنی: Yui Aragaki) (زادهٔ ۱۱ ژوئن ۱۹۸۸) موسیقی‌دان اهل ژاپن است. وی از سال ۲۰۰۱ میلادی تاکنون مشغول فعالیت بوده‌است.